# Solariorbis blakei
Solariorbis blakei är en snäckart som först beskrevs av Alfred Rehder 1944.  Solariorbis blakei ingår i släktet Solariorbis och familjen Vitrinellidae. Inga underarter finns listade i Catalogue of Life.